# Willie Jackson
William Kilgour "Willie" Jackson, född 14 mars 1871 i Lamington, Skottland, död 26 januari 1955 i Symington, Skottland, var en brittisk curlingspelare. Han blev olympisk guldmedaljör vid olympiska vinterspelen 1924 i Chamonix. Han var far till curlingspelaren Laurence Jackson.